# Komyschuwacha (Saporischschja)
Komyschuwacha (ukrainisch Комишуваха; russisch Камышеваха Kamyschewacha) ist eine Siedlung städtischen Typs im Süden der ukrainischen Oblast Saporischschja mit etwa 5300 Einwohnern (2014).

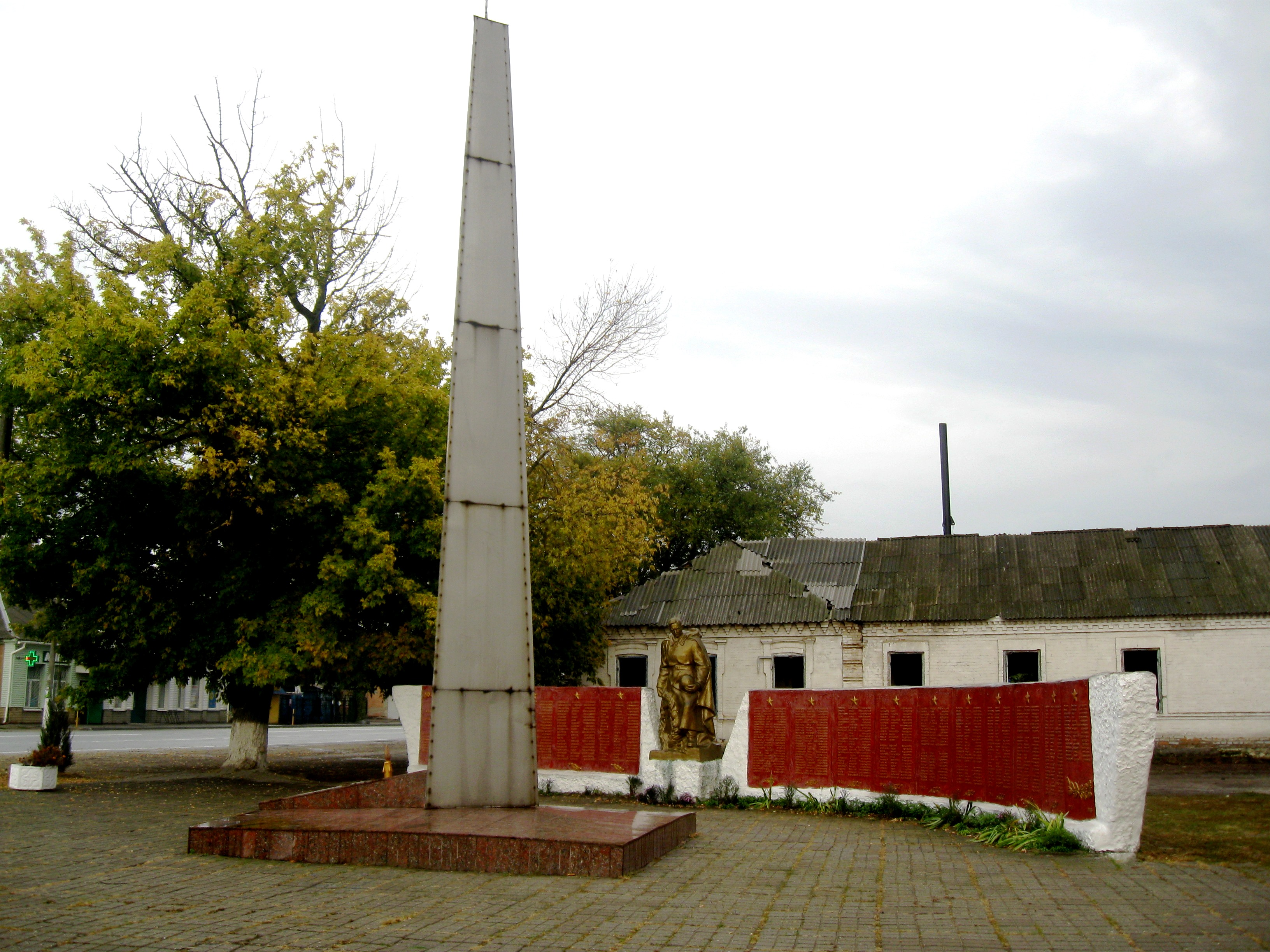
Denkmal im Ort

Komyschuwacha liegt im Rajon Saporischschja an der Kinska, einem 146 km langen  Nebenfluss des Dnepr. Das ehemalige Rajonzentrum Orichiw liegt 29 km südwestlich und das Oblastzentrum Saporischschja liegt 33 km nordwestlich von Komyschuwacha. Durch die Ortschaft verläuft die Territorialstraße T– 08–03. Komyschuwacha besitzt einen Bahnhof an der Bahnstrecke Krywyj Rih–Komysch-Sorja.
Der 1770 gegründete Ortschaft erhielt 1957 den Status einer Siedlung städtischen Typs.
Komyschuwacha ist der Geburtsort von Iwan Hruschezkyj (1904–1982), einem ukrainisch-sowjetischen Politiker, der von 1972 bis 1976 Vorsitzender des Obersten Sowjets der Ukrainischen Sozialistischen Sowjetrepublik war.

## Verwaltungsgliederung
Am 10. August 2016 wurde die Siedlung zum Zentrum der neugegründeten Siedlungsgemeinde Komyschuwacha (Комишуваська селищна громада/Komyschuwaska selyschtschna hromada). Zu dieser zählen auch die 25 in der untenstehenden Tabelle aufgelisteten Dörfer sowie die Ansiedlungen Kalyniwka, Kyrpotyne, Nowotawrytscheske und Saritschne, bis dahin bildete sie zusammen mit den Dörfern Hryhoriwske und Odariwka die gleichnamige Siedlungsratsgemeinde Komyschuwacha (Комишуваська селищна рада/Komyschuwaska selyschtschna rada) im Nordwesten des Rajons Orichiw.
Am 17. Juli 2020 kam es im Zuge einer großen Rajonsreform zum Anschluss des Rajonsgebietes an den Rajon Saporischschja.
Folgende Orte sind neben dem Hauptort Komyschuwacha Teil der Gemeinde:
| Name                     | Name            | Name                                  |
| ukrainisch transkribiert | ukrainisch      | russisch                              |
| ------------------------ | --------------- | ------------------------------------- |
| Blakytne                 | Блакитне        | Блакитное (Blakitnoje)                |
| Druschne                 | Дружне          | Дружное (Druschnoje)                  |
| Dudnykowe                | Дудникове       | Дудниково (Dudnikowo)                 |
| Hryhoriwske              | Григорівське    | Григоровское (Grigorowskoje)          |
| Jasna Poljana            | Ясна Поляна     | Ясная Поляна (Jasnaja Poljana)        |
| Kalyniwka                | Калинівка       | Калиновка (Kalinowka)                 |
| Kyrpotyne                | Кирпотине       | Кирпотино (Kirpotino)                 |
| Kuschtschowe             | Кущове          | Кущовое (Kuschtschowoje)              |
| Mahdalyniwka             | Магдалинівка    | Магдалиновка (Magdalinowka)           |
| Nowobojkiwske            | Новобойківське  | Новобойковское (Nowoboikowskoje)      |
| Nowoiwaniwka             | Новоіванівка    | Новоивановка (Nowoiwanowka)           |
| Nowojakowliwka           | Новояковлівка   | Новояковлевка (Nowojakowlewka)        |
| Nowomychajliwka          | Новомихайлівка  | Новомихайловка (Nowomichailowka)      |
| Noworosiwka              | Новорозівка     | Новорозовка (Noworosowka)             |
| Nowotawrytscheske        | Новотавричеське | Новотаврическое (Nowotawritscheskoje) |
| Nowotrojizke             | Новотроїцьке    | Новотроицкое (Nowotroizkoje)          |
| Odariwka                 | Одарівка        | Одаровка (Odarowka)                   |
| Oleniwka                 | Оленівка        | Оленовка (Olenowka)                   |
| Sapasne                  | Запасне         | Запасное (Sapasnoje)                  |
| Saritschne               | Зарічне         | Заречное (Saretschnoje)               |
| Schtschaslywe            | Щасливе         | Счастливое (Stschastliwoje)           |
| Schowto Krutscha         | Жовта Круча     | Жёлтая Круча (Scholtaja Krutscha)     |
| Schowtenke               | Жовтеньке       | Жёлтенькое (Scholtenkoje)             |
| Slawne                   | Славне          | Славное (Slawnoje)                    |
| Tarassiwka               | Тарасівка       | Тарасовка (Tarassowka)                |
| Trudoljubiwka            | Трудолюбівка    | Трудолюбовка (Trudoljubowka)          |
| Trudooleniwka            | Трудооленівка   | Трудооленовка (Trudoolenowka)         |
| Wessele                  | Веселе          | Весёлое (Wessjoloje)                  |
| Wilne                    | Вільне          | Вольное (Wolnoje)                     |